# GAZ-64
GAZ-64 – samochód terenowy produkowany przez firmę GAZ w latach 1941-1942. Do napędu użyto silnika R4 o pojemności 3,3 litra. Moc przenoszona była na obie osie poprzez 4-biegową skrzynię biegów. Samochód wyposażony był w mechaniczne hamulce na obu osiach.
Samochód produkowany był jako pojazd wojskowy. Łącznie powstały 672 egzemplarze wszystkich wersji modelu. Zmodernizowanym następcą został GAZ-67 z 1943 roku.

## Historia
Przed wybuchem II wojny światowej Armia Czerwona nie posiadała lekkich samochodów terenowych, które nadawałyby się do celów sztabowych, zwiadowczych i holowania lekkich dział, aczkolwiek standardowe używane samochody osobowe z napędem na tylną oś: GAZ-A i GAZ-M1 (tzw. emka) spisywały się dość dobrze w lekkim terenie, jednakże z uwagi na nadwozia samochodów osobowych nadawały się raczej jako samochody sztabowe. Pierwszym radzieckim samochodem terenowym z napędem na cztery koła był GAZ-61 z 1939 roku, lecz był on skomplikowany i drogi w produkcji oraz miał mało praktyczne dla celów wojskowych nadwozie zaadaptowane z typowego samochodu osobowego GAZ-11. Z tego powodu wyprodukowano je w niewielkiej liczbie, która została przeznaczona głównie dla wyższych dowódców. Impulsem do skonstruowania lekkiego uniwersalnego samochodu terenowego stało się opracowanie w USA samochodu terenowego o prostym nadwoziu Bantam BRC (z którego wywodził się późniejszy jeep Willys MB). W styczniu 1941 roku komisarz ludowy średniego przemysłu maszynowego W. Małyszew zlecił  głównemu konstruktorowi GAZ-61 inż. Witalijowi Graczowowi skonstruowanie własnego samochodu na wzór Bantama. Wbrew potocznym opiniom, radziecka konstrukcja nie była w żaden sposób oparta na amerykańskiej, do której wówczas Rosjanie nie mieli dostępu, a znana była jedynie z informacji prasowych. Wzorowano się jedynie na ogólnym układzie konstrukcyjnym i formie otwartego utylitarnego nadwozia, a samochód miał zbliżone wymiary, w tym narzucony przez Małyszewa wąski rozstaw kół około 1250 mm. Inny był w szczególności kształt ramy nośnej i budowa resorów. 
Konstrukcję samochodu GAZ-64 opracowano i zbudowano prototyp w ciągu 51 dni – od 3 lutego do 25 marca 1941 roku. Główne elementy podwozia i przeniesienia napędu z osiami, układem kierowniczym, mostami napędowymi i jednostopniowym reduktorem, wywodziły się z samochodu terenowego GAZ-61, lecz podwozie zostało znacznie skrócone. Zmniejszono też rozstaw kół. Dla zwiększenia kąta najazdu wysunięto do przodu przednią oś, resorowaną nietypowo czterema ćwierćeliptycznymi resorami, a z tyłu zamontowano przednie półeliptyczne resory GAZ-61. Czterocylindrowy silnik ze skrzynią biegów, słabszy niż w GAZ-61 z uwagi na mniejszą masę pojazdu, wywodził się z lekkiej półtoratonowej ciężarówki GAZ-AA (w zmodernizowanej wersji GAZ-MM), produkowanej na licencji amerykańskiego Forda. Sama skrzynia biegów wywodziła się z amerykańskiej Warner z 1929 roku. Nieliczne podzespoły zaadaptowano także z samochodów osobowych GAZ-M1 i GAZ-11. Nowa była efektywna chłodnica o niskim profilu. Zastosowano odkryte nadwozie, podobne do konstrukcji amerykańskiej. Samochód nie miał drzwi, a jedynie dwa wycięcia po bokach przednich siedzeń, zakrywane brezentowymi boczkami. Z przodu były dwa oddzielne siedzenia, a z tyłu dwuosobowe siedzenie. Dwie osoby mogły w razie konieczności siedzieć na stalowych błotnikach tylnych. Przednia część z reflektorami zagłębionymi w błotniki była podobna do Bantama BRC. Początkowo pełnym oznaczeniem było GAZ-64-416, przy czym druga liczba oznaczała typ silnika i nadwozia, lecz przyjęto ostatecznie uproszczone oznaczenie GAZ-64.
W kwietniu 1941 roku samochód został zaprezentowany Stalinowi i rozpoczął próby wojskowe. 18 czerwca zdecydowano skierować go do produkcji, mimo niezakończonych prób. Produkcję seryjną rozpoczęto pod koniec sierpnia 1941 roku. Wyprodukowano jednak niewiele maszyn – w 1941 roku powstały 602 samochody, a w 1942 roku tylko 67 sztuk. Podwozia GAZ-64 następnie zostały użyte do produkcji samochodów pancernych BA-64, a szczególnie deficytowe były przeguby napędowe typu Bendix-Weiss, potrzebne także jako części zamienne. Do produkcji samochodów terenowych powrócono pod koniec 1943 roku, kiedy opracowano zmodernizowany wariant GAZ-64, oznaczony jako GAZ-67, w którym główną zmianą było poszerzenie rozstawu kół do 1446 mm, polepszające stabilność.

## Służba
GAZ-64 wszedł do służby w Armii Czerwonej w małych ilościach jako uniwersalny lekki samochód terenowy, pierwszy w swojej klasie. Służył do celów sztabowych lub do przewożenia pododdziałów piechoty, nawet z przeciążeniem w większej liczbie żołnierzy niż nominalna nośność. Mógł służyć jako ciągnik dla armaty przeciwpancernej 45 mm z przodkiem lub armaty przeciwpancernej 57 mm ZiS-2 albo polowej 76 mm ZiS-3 bez przodka. W praktyce rzadko używano ich do zadań zwiadu. 
Już od końca 1941 roku GAZ-64 był uzupełniany przez amerykańskie samochody terenowe (jeepy) Bantam BRC-40, a od wiosny 1942 roku przez liczniejsze Willys MB lub Ford GPW, dostarczane w ramach programu lend-lease. W stosunku do samochodów amerykańskich miał podobne własności jezdne i terenowe, przy tym lepiej od nich się spisywał jako ciągnik na małych prędkościach.
Wśród wad samochodu było m.in. częste pękanie resorów przednich. Przy dużych kątach natarcia ponad 25° wyciekał olej z silnika. Same silniki ulegały szybkiemu zużyciu w ciężkich warunkach eksploatacji, zwłaszcza w niskich temperaturach, lecz z uwagi na ich rozpowszechnienie były wymieniane. Hamulce ze wspomaganiem systemu Bendix były bardziej efektywne niż w GAZ-M1, lecz wymagały starannej regulacji i działały gorzej niż w pojazdach amerykańskich. Udany był nowo opracowany dla GAZ-64 wzór opon o jodełkowym bieżniku, zapewniającym bardzo dobrą przyczepność w terenie i na śniegu, przy mniejszych oporach na drodze twardej, niż w GAZ-61.

## Dane techniczne

### Silnik
- R4 3,3 l (3284 cm³), 2 zawory na cylinder, benzynowy, SV
- Układ zasilania: gaźnik
- Średnica cylindra × skok tłoka: 98,43 mm × 107,95 mm
- Stopień sprężania: 6,5:1
- Moc maksymalna: 50 KM przy 2800 obr./min
- Maksymalny moment obrotowy: b/d
- Skrzynia biegów: 4 biegi, niesynchronizowana[7].
- Opony: 6,50–16, ewentualnie 7,00–16 od GAZ-M1[8]

### Osiągi
- Prędkość maksymalna: 100 km/h
- Średnie zużycie paliwa: 12,0 l / 100 km